# Ramocsa
Ramocsa è un comune dell'Ungheria di 47 abitanti (dati 2001). È situato nella contea di Zala.